# Volta a Portugal del Futur
La Volta a Portugal del Futur (en portuguès Volta a Portugal do Futuro), és una competició ciclista per etapes que es disputa anualment per les carreteres portugueses. La cursa es creà el 1993
La cursa es creà el 1978 amb categoria amateur. Del 2014 al 2017 formà part de l'UCI Europa Tour. La cursa està reservada a ciclistes sub-23.

## Palmarès
| Any  | Vencedor                 | Segon                        | Tercer                          |
| ---- | ------------------------ | ---------------------------- | ------------------------------- |
| 1993 | Joaquim Augusto Gomes    | Joaquim Adrego Andrade       | Paulo Jorge Ferreira            |
| 1994 | Paulo Jorge Ferreira     | Delmino Pereira              | Vítor Manuel Gamito             |
| 1995 | Quintino Fernandes       |                              |                                 |
| 1996 | José Luis Rebollo        |                              |                                 |
| 1997 | Matías Cagigas           |                              |                                 |
| 1998 | José Bento Azevedo       |                              |                                 |
| 1999 | Óscar Pereiro            | Rafael Casero                | David Blanco                    |
| 2000 | Pedro-Miguel Costa       | Santi Pérez                  | Pedro Manuel Andrade            |
| 2001 | Marco Oliveira           | Celio Cristiano              | José Guillén                    |
| 2002 | Pablo de Pedro           | Sergio Miguel Paulinho       | Víctor Castro                   |
| 2003 | Dani Moreno              | Josu Mondelo                 | David Domínguez                 |
| 2004 | João Paulo Cabreira      | António Manuel De Jesus      | Miguel Angelo Almeida           |
| 2005 | André Fernando Santos    | Afonso Duarte                | José João Mendes                |
| 2006 | Filipe Duarte            | José João Mendes             | Edgar Miguel Pinto              |
| 2007 | José João Mendes         | César André Fonte            | David Vaz                       |
| 2008 | João Ricardo Benta       | Carlos Manuel Sabido         | Ricardo Augusto Vilela          |
| 2009 | Marco Alexandre Cunha    | Carlos Manuel Baltazar       | Bruno Silva                     |
| 2010 | Alexander Ryabkin        | Joni Brandão                 | Yelko Gómez                     |
| 2011 | Joni Brandão             | José Isidro Maciel Gonçalves | Domingos André Maciel Gonçalves |
| 2012 | Rafael Jorge Silva       | António André Pereira        | Eugeniu Cozonac                 |
| 2013 | António Carvalho         | David Miguel Rodrigues       | António André Pereira           |
| 2014 | Ruben Guerreiro          | Joaquim Silva                | Óscar González                  |
| 2015 | Julen Amezqueta          | Anatoliy Budyak              | Álvaro Trueba                   |
| 2016 | Wilson Enrique Rodríguez | Gaspar Gonçalves             | Juan Antonio López-Cózar        |
| 2017 | José Fernandes           | Txomin Juaristi              | Gaspar Gonçalves                |
| 2018 | Venceslau Fernandes      | Tiago Antunes                | Hugo Nunes                      |
| 2019 | Emanuel Duarte           | Pedro Lopes                  | Tiago Leal                      |
| 2020 | no disputada             | no disputada                 | no disputada                    |
| 2021 | André Domingues          | Romaric Forqués              | Pedro Lopes                     |
| 2022 | Gabriel Rojas            | Hélder Gonçalves             | David Delgado                   |
| 2023 | João Silva               | Vicente Rojas                | Daniel Jiménez                  |